# Don't Tell Mom the Babysitter's Dead
Don't Tell Mom the Babysitter's Dead (titulada en España: No le digas a mamá que la canguro ha muerto y en Hispanoamérica: No le digas a la mamá que la niñera está muerta) es una comedia estadounidense de 1991 dirigida por Stephen Herek y protagonizada por Christina Applegate, Joanna Cassidy, Josh Charles y David Duchovny. El rodaje tuvo lugar en Canyon Country, California.

## Sinopsis
Sue Ellen "Swell" Crandell (Christina Applegate) es una estudiante recién graduada en su instituto que sueña con viajar a Europa con sus amigos, y aunque tiene inconvenientes para hacerlo, no pierde las esperanzas. Para alegría de ella, su madre (Concetta Tomei) tomará unas vacaciones a Australia junto con su novio por dos meses, por lo que haría lo que quisiera, tomando en cuenta que su hermano Kenny (Keith Coogan) es irresponsable y sus otros tres hermanos menores Melissa (Danielle Harris), Zach (Christopher Pettiet) y Walter (Robert Hy Gorman) son pequeños. 
Para seguridad de ella misma, la Sra. Crandell decide poner una niñera para cuidado de sus hijos, ya que no confía plenamente en Swell; presentando a la Sra. Sturak (Eda Reiss Merin) para dicho puesto. En cuanto se marcha, la Sra. Sturak (quien se creería amable y dulce) muestra su verdadero carácter, siendo ruda, estricta y algo anticuada. Inicialmente, los primeros días resultan un tormento para los chicos; por lo que un día, Sue Ellen va a confrontar a la Sra. Sturak y hacerle saber su problema con ella, pero ésta nota que la señora no responde y es porque había fallecido. 
Tras el súbito fallecimiento, Swell y sus hermanos acuerdan meter el cuerpo sin vida de la anciana en un baúl y abandonarla en una funeraria, además de apropiarse de su auto. En un principio, están tranquilos con la decisión de vivir libremente sin que alguien les diga qué hacer (ya que tendrían el dinero que su madre había dejado para los gastos), pero descubren que el dinero lo poseía la Sra. Sturak, por lo que lo dan por perdido. Con todos sus planes estropeados, Swell plantea ayudar entre todos para salir adelante con sus planes y tener un gran verano, pero con la condición de que alguien tendría que trabajar para conseguir dinero; hecho que se decidiría entre ella y Kenny, siendo ésta la que busque empleo, mientras que su hermano cuidaría al resto. Al principio, Swell trabaja en un restaurante, limpiando la cocina y dando atención al cliente, pero se molesta por trabajar de dicha forma y tener que lidiar con su jefe. Ahí conoce a Bryan (Josh Charles) quien es su compañero de trabajo. A partir de un consejo de Bryan es que, renuncia a su trabajo para encontrar uno que le genere mayor ingreso, por lo que altera su curriculum vitae para poder llegar a su objetivo. 
A través de un anuncio en el periódico, Swell postula al cargo de recepcionista para General Apparel West, donde se presenta con un atuendo formal y entrega sus documentos, pero es mal recibida por Carolyn (Jayne Brook), quien es la recepcionista principal. Ante la antipatía de ésta, Swell se encuentra con Rose Lindsey (Joanna Cassidy), la vicepresidenta de operaciones de GAW. Después de una charla entre ellas, Swell le hace saber que quiere postular al cargo de recepcionista, pero cuando Rose revisa su currículum, le propone ser su asistente personal, esto porque confía en la presentación de Swell y, porque no tolera el carácter de Carolyn (quien iba a ser ascendida a asistente de Rose), a lo que Swell acepta con mucho gusto. 
Alegrándose de su puesto, Swell se organiza junto a Kenny y sus hermanos para tener dinero, pero de repente sufren el robo del auto de la Sra. Sturak, lo que complica sus planes. Al ver que nadie puede ayudarle, Swell llama a Bryan para ir a casa, por lo que éste los lleva. Aprovechando una charla, Bryan la invita a salir y ésta acepta. Al día siguiente, Swell se alista para su primer día de trabajo, pero tiene problemas con su equipo de trabajo, con sus deberes y con sus asignaciones, por lo que conoce a Cathy (Kimmy Robertson), una secretaria que se vuelve en su amiga y le ayuda con todo aquello que no entiende. Asimismo, se presenta con Carolyn de forma oficial, haciéndole saber que es la nueva asistente de Rose, por lo que se gana el odio de ésta. A partir de esto, Swell pasa por diferentes situaciones. 
Por un lado, está su ambiente laboral; donde llega a conocer a Gus (John Getz), quien es el novio de Rose, pero pretende seducir a Swell, lo que inquieta a ésta por su relación amistosa con Rose. A la par, se gana otro enemigo con Bruce (David Duchovny), quien es compañero de trabajo y amigo de Carolyn; por lo que ambos buscan descubrir la verdad sobre ella. Por si fuera poco, tiene que entregar informes importantes con respecto al manejo de la empresa. Mientras tanto, Swell empieza a salir con Bryan, pero se entera de que éste es hermano de Carolyn por lo que, no le puede revelar sobre dónde trabaja. Asimismo, tiene que lidiar con la irresponsabilidad de sus hermanos menores, quienes han empezado a gastar indebidamente el dinero para la casa, al punto de robar de la cartera de Swell. 
Posteriormente, Rose le revela a Swell que las propuestas enviadas de la empresa pueden generar pérdidas, por lo que todos serían despedidos, incluyendo a ella misma. Por lo que mientras estaba en el área de producción, Swell tiene una gran idea para salvar a la empresa, donde montarán un evento de lujo en su propia casa. Para esto, pide ayuda a sus hermanos para ordenar la casa. Al plan, se añaden los amigos de Kenny para limpiar, los amigos de Melissa para ayudar en la cocina, y las amigas de Swell para modelar los nuevos atuendos. Al terminar todo, se revela un gran cambio en Kenny, quien no sólo luce distinto sino que es el chef del evento. 
Mientras el evento es un éxito con la presentación, Rose se entera de algunos detalles, como que Carolyn le revela la verdadera edad de Swell, aunque a Rose no le interesa la evidencia pues no tolera a Carolyn. Además, se entera de que Gus está acosando a su asistente, por lo que termina con él. Pero el evento se ve interrumpido con la aparición sorpresa de la Sra. Crandell, quien había regresado antes de Australia. Asimismo, Bryan se presenta para declararle su amor por Swell ante el público. Todo esto causa confusión entre los asistentes, por lo que Swell decide revelar la verdad sobre ella. 
Ante la revelación de esto, Swell le pide a su madre no molestarse con ella por lo ocurrido, aunque mientras se va a su habitación, la Sra. Crandell nota el gran cambio de la casa y de sus hijos, en particular de Kenny, quien había decidido dejar los vicios para volver a estudiar y ser un gran chef. Asimismo, a Rose no le importa la confesión de Swell, ya que por su idea inicial, los inversionistas quedaron contentos; por lo que le pide continuar en la empresa, pero Swell no quiere hacerlo ya que también quiere estudiar en la universidad, por lo que Rose le sugiere contactarse con ella para lo que necesite, siempre estando agradecida por lo que ella hizo. 
Al finalizar todo, Swell y Bryan hacen las paces y vuelven a ser novios, pero es cuando la Sra. Crandell le pregunta sobre el paradero de la Sra. Sturak, lo que nuevamente inquieta a Swell. 
Durante los créditos, aparecen los encargados de la funeraria poniendo flores a la lápida de la Sra. Sturak, donde se revela que ella tenía el dinero de los gastos y que los encargados lo tomaron, por lo que deciden enterrarla como detalle, siendo su epitafio, la misma escritura que pusieron el baúl: "Nice Old Lady. Died of natural causes" (en español: "Amable anciana. Muerta por causas naturales").

## Reparto
- Christina Applegate es Sue Ellen "Swell" Crandell.
- Joanna Cassidy es Rose Lindsey.
- John Getz es Gus Brandon.
- Keith Coogan es Kenneth "Kenny" Crandell.
- Josh Charles es Bryan.
- Concetta Tomei es Sra. Crandell
- John Getz es Gus Brandon
- David Duchovny es Bruce.
- Jayne Brook es Carolyn.
- Eda Reiss Merin es Sra. Sturak
- Dan Castellaneta (voz) es Sra. Sturak (versión animada).
- Robert Hy Gorman es Walter Crandell.
- Danielle Harris es Melissa Crandell.
- Christopher Pettiet es Zachary "Zach" Crandell.
- Jeff Bollow es Mole.
- Michael Kopelow es Hellhound.
- Kimmy Robertson es Cathy Henderson.

## Recepción
Las críticas recibidas fueron en su mayor parte negativas. En Rotten Tomatoes obtuvo un 31% de nota en un total de veintiséis reseñas. En cambio The New York Post la calificó como la "mejor teen movie de 1991".[cita requerida]